# تيسلاغراد
تيسلاغراد (بالإنجليزية: Teslagrad)‏ ، هي لعبة فيديو من نوع ألغاز، أنتجت سنة 2013م، نشرت على الحاسب الشخصي سنة 2013م، ثم انتقلت إلى أنظمة ألعاب الفيديو كنظام لينكس وبلاي ستيشن 4 وغيره.

## وصلات خارجية
- تيسلاغراد على موقع IMDb (الإنجليزية)
- الموقع الرسمي